# Can Vidal de Llobatera
Can Vidal de Llobatera de Llagostera és un conjunt d'edificacions annexes al cos principal del casal que forma part de l'Inventari del Patrimoni Arquitectònic de Catalunya. L'edifici primitiu era de planta rectangular amb parets de pedra i tres crugies. La façana principal presenta les obertures amb carres de pedra i tres finestres de factura renaixentista a la planta principal. Aquestes, al s. XVIII, foren transformades en finestres balconeres amb guardapols i arrencaments esculpits. Les reixes de la planta baixa i els balcons són de ferro forjat. Per la banda de ponent s'hi obre una galeria annexa amb finestres d'arc semicircular. Al primer pis hi ha un escut nobiliari esculpit en pedra. Es conserva el rellotge de sol, amb data de 1884.

## Història
Aquesta propietat té altres masoveries repartides pel veïnat, destaquem el mas Dolzana de 1880, construït per Antoni de Vidal de Llobatera. Durant la Tercera guerra carlina, el mas va acollir el general Francesc Savalls i el seu estat major, del qual en formava part Joan Vidal de Llobatera.